# Fictor fictor
Fictor fictor är en rundmaskart. Fictor fictor ingår i släktet Fictor, och familjen Diplogasteridae. Arten är reproducerande i Sverige.